# Франс (линкор)
«Франс» (фр. France) — французский Линкор. Второй в первой серии французских дредноутов — типа «Курбэ». Назван в честь Франции. Корабль построен незадолго перед Первой мировой войной в рамках кораблестроительной программы 1910 года. Во время войны действовал на Средиземноморском театре. 16 августа 1914 года принял участие в потоплении австро-венгерского крейсера «Зента». «Франс» базировался в Отранто, блокируя Австро-венгерский флот в Адриатике.
После окончания войны «Франс» вместе с однотипным дредноутом «Жан Бар» отправлен на Чёрное море для участия в интервенции на юге России. В апреле 1919 года в Севастополе команда подняла мятеж, требуя возвращения во Францию. В 1920 году корабль вернулся в отечественные воды.
В 1922 году «Франс» натолкнулся на риф у французского побережья, через четыре часа после столкновения корабль затонул.

## Служба

### Довоенный период
«Франс», вместе с однотипным кораблём «Париж», были заказаны 1 августа 1911 в рамках Военно-морской программы 1911 года. Он был построен «Ateliers et Chantiers de la Loire» в Сен-Назере. Его киль был заложен 30 ноября 1911, был спущен на воду 7 ноября 1912. В 1914 году «Франс» вошёл в состав флота в День взятия Бастилии. В июле 1914 «Франс» с президентом Французской республики, Раймоном Пуанкаре, нанес государственный визит в Санкт-Петербург. Линкор возвратился из России незадолго до начала Первой мировой войны.

### Первая мировая война
«Франс» с тремя однотипными судами, была включена в Средиземноморский флот Франции для противодействия военно-морским флотам Османской империи и Австро-венгрии. «Франс» большую часть 1914 года провел, оказывая поддержку огнём черногорской армии. 21 декабря подводная лодка U-12 у острова Сэзэн торпедировала линкор «Жан Бар». Это вынудило линкоры отступить к Мальте и к Бизерте. После того, как французы заняли нейтральный греческий остров Корфу в 1916 году, они продвинулись в Аргостолион, но их действия были очень ограничены, так как большая часть флота использовалась для борьбы с подводными лодками противника.
После войны линкоры «Франс» и «Париж» поддерживали Союзные войска в Чёрном море в 1919 во время интервенции в России . На обоих судах в апреле 1919 вспыхнул мятеж, который был прекращен, когда вице-адмирал Жан-Франсуа-Шарль Аме согласился удовлетворить их главное требование о возвращение кораблей во Францию. По возвращении домой 26 членов команды были приговорены к тюремным срокам, хотя в 1922 они были освобождены по соглашению между премьер-министром Раймоном Пуанкаре и противодействующей стороной Левых. В заливе Кибероне 26 августа 1922 «Франс» ударился о рифы и четыре часа спустя затонул. Из 900 членов команды погибло только три человека. До своей гибели «Франс» не был модернизирован.

### На русском языке
- Александров Ю. И. Линейные корабли типа «Курбэ». 1909-1945 гг.. — СПб.: Издатель Р. Р. Муниров, 2007. — 84 с. — ISBN 978-598830-025-0.

### Иностранные издания
- Dumas, Robert. The French Dreadnoughts: The 23,500 ton Courbet Class // Warship IX / John Roberts. — Annapolis, Maryland: Naval Institute Press. — P. 154–164, 223–231. — ISBN 0-87021-984-7.
- Dumas, Robert; Guiglini, Jean. Les cuirassés français de 23,500 tonnes. — Grenoble, France, 1980.
- Gardiner, Robert; Chesneau, Roger. Conway's All the World's Fighting Ships, 1922–1946. — Annapolis, Maryland: Naval Institute Press, 1980. — ISBN 0-87021-913-8.
- Gardiner, Robert; Gray, Randal. Conway's All the World's Fighting Ships: 1906–1922. — Annapolis, Maryland: Naval Institute Press, 1985. — ISBN 0-87021-907-3.
- Jordan, John; Dumas, Robert. French Battleships 1922–1956. — Annapolis, Maryland: Naval Institute Press, 2009. — ISBN 978-1-59114-416-8.
- Whitley, M. J. Battleships of World War II. — Annapolis, Maryland: Naval Institute Press. — ISBN 1-55750-184-X.